# Jürgen Deecke
Jürgen Deecke (ur. 28 kwietnia 1911 w Lubece, zm. 6 kwietnia 1940 na Morzu Północnym) – niemiecki oficer marynarki, ostatni dowódca pierwszego okrętu podwodnego Kriegsmarine U-1.

## Życiorys
Do służby w Reichsmarine wstąpił w 1931 roku, 29 października 1938 roku objął dowództwo U-1. 1 października 1939 roku otrzymał stopień kapitänleutnanta. Na swój pierwszy patrol bojowy wypłynął z Kilonii 15 marca 1940 roku, celem wsparcia niemieckiej inwazji na Norwegię. Patrolował wówczas wody na południowy zachód od Norwegii, jednak nie odniósłszy żadnych sukcesów już 29 marca powrócił do Niemiec, zawijając do Wilhelmshaven. Już 4 kwietnia 1940 roku wypłynął na swój drugi patrol bojowy, z którego nigdy nie powrócił.
Nie odniósł żadnych sukcesów bojowych. Pośmiertnie otrzymał stopień korvettenkapitäna ze starszeństwem od 1 kwietnia 1940 roku.